# Leasing konsumencki
Leasing konsumencki – usługa finansowania polegająca na użyczeniu przez leasingodawcę przedmiotu leasingu osobie fizycznej nieprowadzącej działalności gospodarczej (odbiorcom indywidualnym i gospodarstwom domowym).
Leasingobiorca nie rozlicza leasingu podatkowo.